# Хропов Володимир Миколайович
Володимир Миколайович Хропов (нар. 2 квітня 1953 — пом. 3 вересня 2010) — радянський футболіст, захисник.

## Життєпис
Футбольну кар'єру розпочав 1973 року в складі черкаського «Граніту», у складі якого став того ж сезону став чемпіоном Української РСР серед колективів фізичної культури. Завдяки вдалим виступам на аматорському рівні отримав запрошення від команди майстрів, «Зірки», до якої приєднався вже наступного року. У кропивницькому клубі провів 7 сезонів, за цей час у Другій лізі СРСР зіграв 291 матч та відзначився 2-ма голами. Футбольну кар'єру завершив 1981 року в складі «Зірки».